# Campylocephalus
El Campylocephalus es un género de euriptéridos, un grupo de artrópodos acuáticos extintos. Se han descubierto fósiles de Campylocephalus en yacimientos que van desde el periodo Carbonífero de la República Checa (la especie C. salmi) hasta el periodo Pérmico de Rusia (especies C. oculatus y C. permianus). El nombre genérico se compone de las palabras griegas καμπύλος (kampýlos), que significa «curvado», y κεφαλή (kephalē), que significa «cabeza».
Pertenecía a la familia de los euriptéridos hibbertópteros y probablemente tenía un aspecto muy parecido al de los otros miembros de la familia, Hibbertopterus y Vernonopterus, en el sentido de que era un animal grande, ancho y pesado, muy diferente de los famosos euriptéridos nadadores (como Pterygotus y Eurypterus) que habían sido comunes en épocas anteriores. Como todos los demás euriptéridos estilonurinos, el Campylocephalus carecía por completo de palas natatorias.
Los hibbertópteros, como Campylocephalus, eran, como muchas otras familias del suborden de los estylonurinos, barredores. Las estrategias alimentarias de barrido implican apéndices especializados con cuchillas que los animales podrían utilizar para rastrillar el sustrato de sus entornos vitales en busca de pequeñas presas.
La especie C. permianus, conocida a partir de yacimientos del Pérmico tardío en Rusia, es la única especie de Campylocephalus que se ha conservado lo suficientemente bien como para poder estimar su tamaño, y las estimaciones publicadas sitúan su tamaño en 1,4 metros (4,6 pies) de longitud. Esta especie fue uno de los últimos euriptéridos supervivientes conocidos, ya que vivió justo antes o durante la extinción del Pérmico-Triásico hace 251,9 millones de años. Antes de la extinción, los euriptéridos habían disminuido en número y diversidad durante millones de años; Campylocephalus había sido el único género conocido de euriptéridos vivos durante más de 20 millones de años, desde la extinción del género Hastimima.

## Descripción

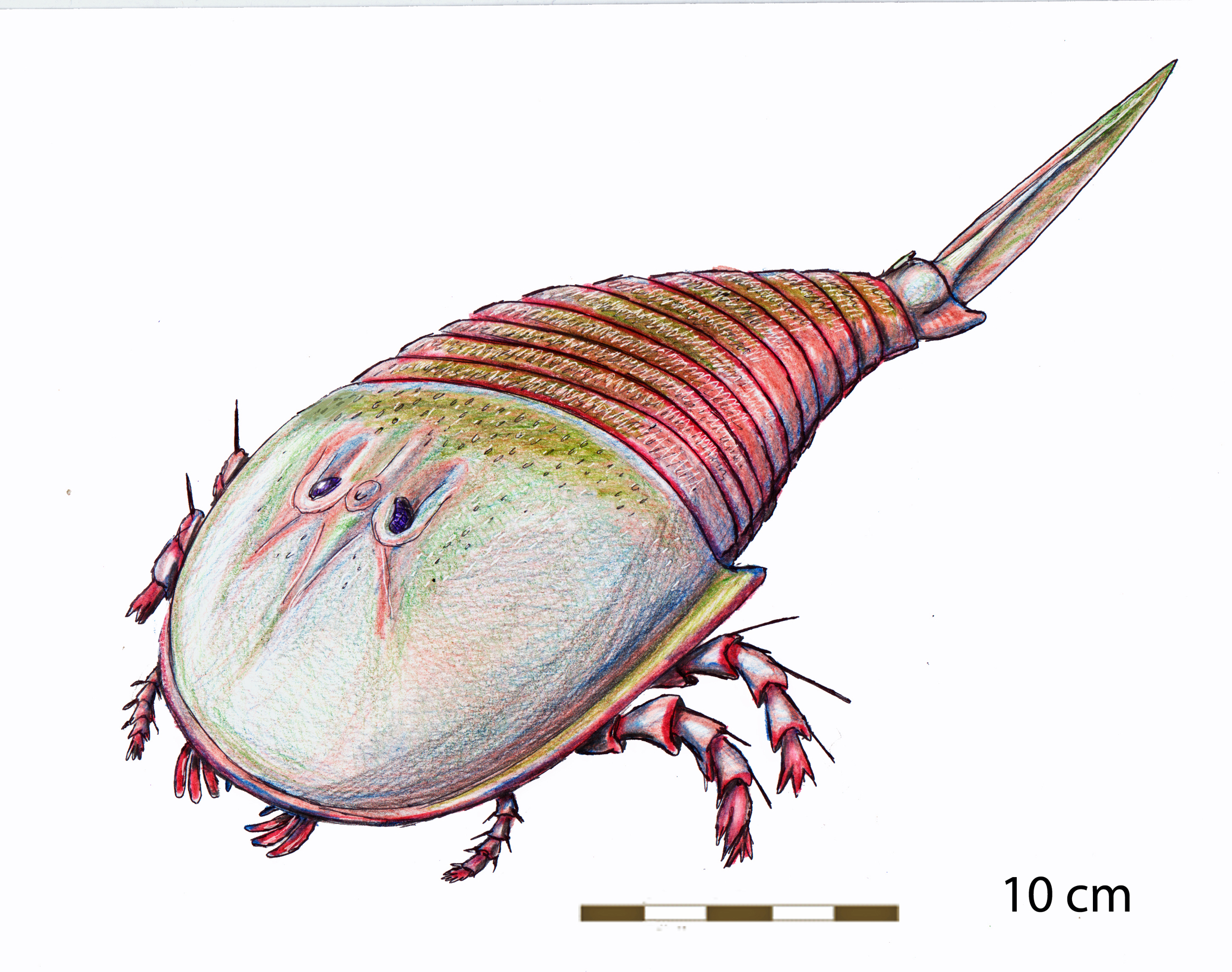
Restauración de C. oculatus. Los elementos que faltan se basan en hibbertópteros estrechamente emparentados.

Clasificado como miembro de la familia de los euriptéridos hibbertópteros, el Campylocephalus era en general similar a los demás miembros de la familia. Era una criatura grande, ancha y pesada, a diferencia de la mayoría de los primeros y más famosos euriptéridos nadadores, como Pterygotus y Eurypterus. Como miembro del suborden de los estylonurinos, Campylocephalus carecía por completo de palas natatorias.
Varios rasgos distintivos separan a Campylocephalus de otros géneros de su familia, en particular del estrechamente emparentado Hibbertopterus. El Campylocephalus tenía un prosoma (cabeza) subelíptico (casi elíptico), subsemicircular (casi en forma de semicírculo) y fuertemente convexo, siendo más ancho en la sección media. Los ojos compuestos del Campylocephalus estaban situados lateralmente (a los lados de la cabeza) y separados entre sí por lóbulos inflados en el centro. Detrás de los ojos, en el caparazón (el segmento del exoesqueleto que cubre la cabeza), había otras estructuras en forma de lóbulo denominadas lóbulos palpebrales.
Al igual que el prosoma, los tergitos (segmentos de la parte superior del cuerpo) del abdomen tenían forma convexa y poseían procesos articulares (estructuras salientes que ayudaban a los segmentos a encajar entre sí). Los apéndices (extremidades) de Campylocephalus sólo se conservan en muy raras ocasiones y, como tales, son casi completamente desconocidos.
Debido a lo incompletos que son los restos fósiles referidos a Campylocephalus, es difícil determinar su tamaño y, por el momento, no existen estimaciones formales publicadas del tamaño ni de la especie tipo C. oculatus ni de la especie C. salmi. Los únicos restos fósiles conocidos de C. permianus, un enorme caparazón incompleto, sugieren que se trata de un euriptérido muy grande, que podría alcanzar una longitud de 1,4 metros.
En C. oculatus, los ojos tenían forma semilunar (casi lunar) y estaban situados cerca de la mitad del caparazón, con pequeños ocelos (ojos simples sensibles a la luz) entre ellos. El caparazón presentaba pequeñas prominencias irregulares, un borde anterior redondeado y un borde posterior dentado. Los segmentos torácicos (segmentos del tórax) de la especie eran rectos y estrechos. Los ojos de C. salmi eran similares y estaban situados muy cerca unos de otros. Los ojos también eran una característica distintiva en C. permianus, donde estaban situados más posteriormente que en las otras especies.

## Antecedentes de la investigación

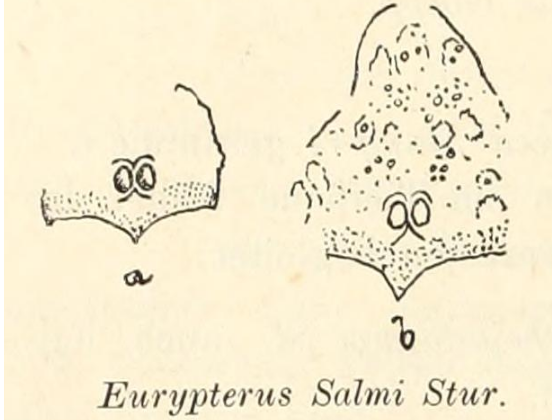
Dibujos de caparazones fósiles fragmentarios de C. salmi, entonces denominado Eurypterus salmi, por Dionýs Štúr (1877).

Los fósiles hoy reconocidos como pertenecientes a Campylocephalus fueron descritos por primera vez en 1838 como pertenecientes a una especie del género Limulus, el mismo género que el cangrejo herradura atlántico moderno, por el paleontólogo ruso Stepan S. Kutorga. Kutorga llamó al fósil Limulus oculatus por las similitudes de su aspecto y anatomía con los miembros del género actual.

El naturalista escocés John Scouler describió el género Eidothea en 1831 basándose en un único prosoma fósil de Escocia, pero no le otorgó ningún nombre específico. La creación de un género sin especies va en contra de la nomenclatura zoológica ortodoxa, en concreto entra en conflicto, por ejemplo, con la Opinión 65 de la Comisión Internacional de Nomenclatura Zoológica.

Si un autor designa una especie determinada como genotipo, se debe suponer que su determinación de la especie es correcta; si se presenta un caso en el que parece que un autor ha basado su género en ciertos especímenes definidos, en lugar de en una especie, sería bueno presentar el caso, con todos los detalles, a la Comisión. En la actualidad es difícil establecer una regla general.
- Dictámenes y declaraciones de la Comisión Internacional de Nomenclatura Zoológica (1958).
Sin embargo, cualquier dificultad taxonómica implícita en la designación de Scouler se evitó fácilmente al descubrir que el nombre del género estaba ocupado por un género de moluscos descrito en 1826. No obstante, el nombre Eidothea se asociaría a la especie de euriptérido escocés Eurypterus scouleri, con un prosoma casi idéntico, descrito en 1836.
En 1860, el paleontólogo francés Edouard D'Eichwald reconoció que el caparazón y los segmentos torácicos que habían sido descritos por Kutorga eran muy distintos de los de Limulus, por lo que se nombró un nuevo género para contener a Limulus oculatus, bautizado por D'Eichwald como Campylocephalus. Este nombre genérico se compone de las palabras griegas καμπύλος (kampýlos), que significa «curvado», y κεφαλή (kephalē), que significa «cabeza».
La segunda especie de Campylocephalus descrita, C. salmi, fue bautizada en 1877 por el geólogo y paleontólogo eslovaco Dionýs Štúr como una especie del género Eurypterus, pariente bastante lejano. La descripción de Štúr se basaba en dos caparazones fósiles incompletos. El primer caparazón fragmentario sólo conservaba la parte inferior de la cabeza, terminada en dos arcos puntiagudos y cóncavos. Los ojos de este caparazón estaban muy juntos, en el centro del caparazón, y en una porción elevada de forma triangular similar a la de algunos especímenes del Hibbertopterus scouleri emparentado. En el segundo espécimen, el caparazón comenzaba a estirarse hacia delante por encima de los ojos. Ambos fósiles también poseían protuberancias de diferentes tamaños a lo largo del exoesqueleto, mostrando formas y figuras imprecisas no vistas en otros especímenes del género.

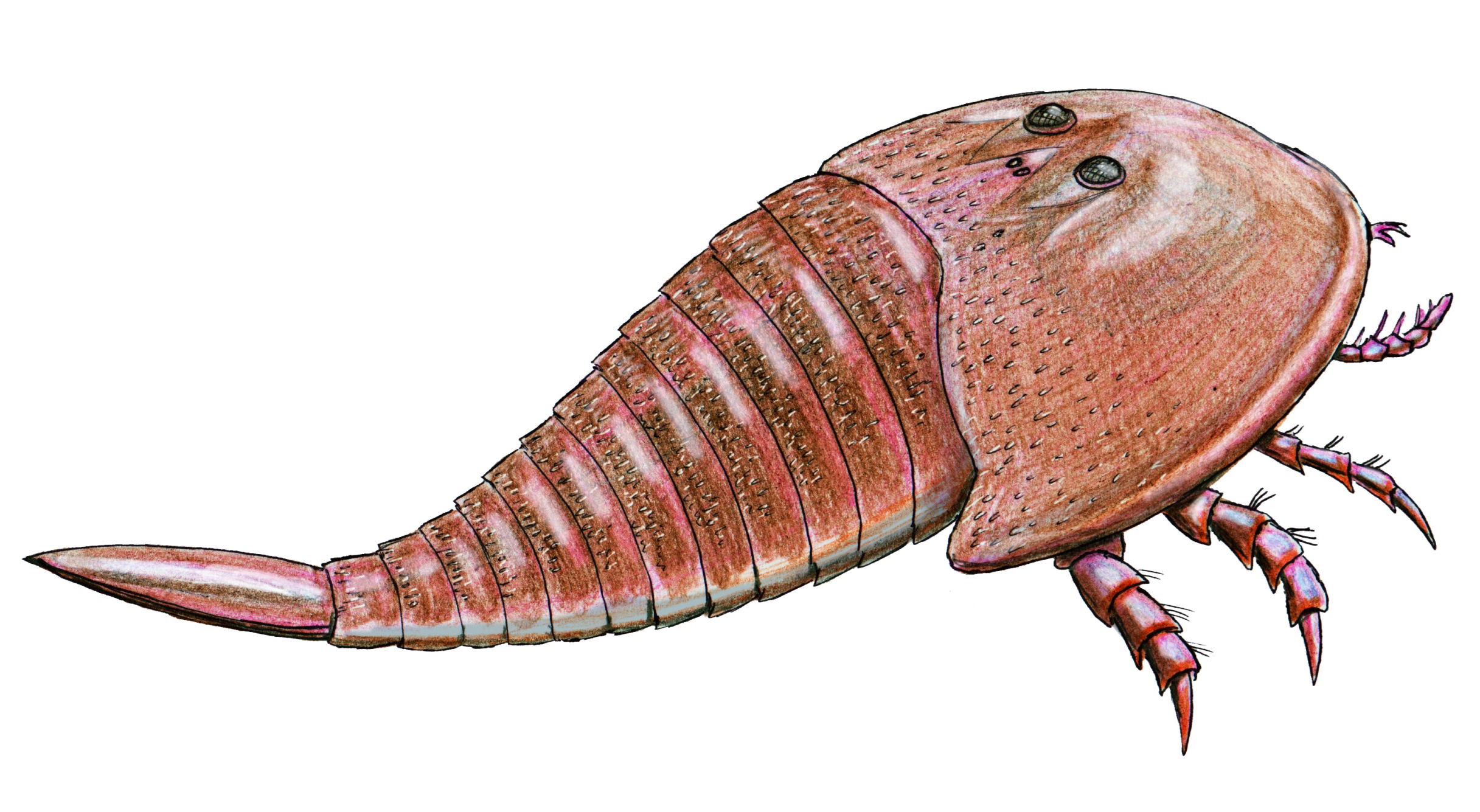
Reconstrucción del estrechamente emparentado Hibbertopterus scouleri, considerado en su día una especie de Campylocephalus.

Los fósiles de Eurypterus scouleri fueron comparados con el caparazón descrito por Kutorga en 1838 por el paleontólogo noruego Leif Størmer en 1951, quien llegó a la conclusión de que ambos eran claramente congéneres. En ese momento, D'Eichwald ya había reconocido los fósiles designados como «Eidothea» por Scouler como representantes de Campylocephalus, por lo que E. scouleri fue clasificado como Campylocephalus scouleri. Aunque las patas de Campylocephalus seguían siendo desconocidas en aquel momento, incluso con la adición de la especie escocesa, cualquier agrupación con otros géneros tendría que hacerse utilizando las características del caparazón. Al comparar la ornamentación del caparazón con la de otros euriptéridos, Størmer descubrió que era similar a la del género Tarsopterella (cuyas patas también eran más o menos desconocidas), lo que permitió situar firmemente a Campylocephalus dentro de la familia Stylonuridae (que más tarde se elevaría para convertirse en el suborden Stylonurina, que no debe confundirse con la familia de euriptéridos Stylonuridae reconocida actualmente).
El paleontólogo inglés Charles D. Waterston fue el primero en sugerir que C. scouleri quizá no debería considerarse congénere de Campylocephalus, planteando la cuestión en un artículo de 1958. Sostuvo que aunque la anatomía dorsal del prosoma era bastante similar entre C. scouleri y C. oculatus, la especie tipo designada, múltiples fósiles bien conservados habían permitido una investigación detallada de la anatomía ventral y los apéndices de C. scouleri, ya que los dos habían sido colocados en el mismo género, mientras que la anatomía ventral y los apéndices de C. oculatus seguían siendo desconocidos. Un año más tarde, en 1959, el paleontólogo estadounidense Erik Norman Kjellesvig-Waering creó el nuevo género Hibbertopterus para contener a C. scouleri (ahora Hibbertopterus scouleri) y colocó ambos géneros dentro de la familia Hibbertopteridae.
Descrita por el paleontólogo ruso Alexey G. Ponomarenko en 1985, el C. permianus fue nombrada originalmente como una especie de Hibbertopterus. El único espécimen conocido de esta especie es el holotipo, PIN N1209/2, un caparazón incompleto, pero Ponomarenko pudo enumerar varias características que lo distinguían de otras especies referidas a Hibbertopterus. Entre ellas destacaba la posición posterior de los ojos laterales y que dichos ojos no tenían forma circular. En 2012, el paleontólogo estadounidense James C. Lamsdell pudo demostrar que estas características únicas eran en realidad rasgos diagnósticos del género Campylocephalus y, por tanto, lo reclasificó como su combinación actual. Aunque Ponomarenko había mencionado varias características que también distinguían a C. permianus de las especies de Campylocephalus entonces reconocidas, entre ellas una forma diferente del caparazón y cierto engrosamiento del exoesqueleto alrededor de los ojos, Lamsdell determinó que estas distinciones no eran válidas. En opinión de Lamsdell, los especímenes de la especie tipo C. oculatus no están lo suficientemente bien conservados como para determinar la estructura precisa de los ojos y, debido a que los fósiles de su caparazón están aplanados o incompletos, su forma no puede determinarse con total exactitud.

## Clasificación
El Campylocephalus está clasificado como parte de la familia Hibbertopteridae, una familia de euriptéridos dentro de la superfamilia Mycteropoidea, junto con los géneros Hibbertopterus y Vernonopterus. El género contiene tres especies: C. oculatus y C. permianus del Pérmico de Rusia y C. salmi del Carbonífero de la República Checa. La clasificación de C. salmi se considera algo incierta, siendo C. salmi fragmentaria (como todas las demás especies del género) y poseyendo algunas características únicas (por ejemplo, las protuberancias de diferente tamaño alrededor del caparazón).
Los hibbertópteros están unidos como grupo por ser grandes micterópodos con prosomas anchos, un telson en forma de hastato (p. ej. con forma de gladius, una espada romana) con dos quillas en la parte ventral, ornamentación consistente en escamas u otras estructuras similares en el exoesqueleto, el cuarto par de apéndices con espinas, los tergitos más posteriores del abdomen con escamas en forma de lengua cerca de sus bordes y lóbulos situados posterolateralmente (posteriormente a ambos lados) en el prosoma.
Las características de Campylocephalus y Vernonopterus dejan claro que ambos géneros representan a euriptéridos hibbertópteros, pero el carácter incompleto de todos los especímenes fósiles referidos a ellos dificulta cualquier estudio ulterior de las relaciones filogenéticas precisas dentro de los Hibbertopteridae. Ambos géneros podrían incluso representar sinónimos del propio Hibbertopterus, aunque el carácter sumamente incompleto de sus restos vuelve a hacer imposible confirmar esa hipótesis.
El cladograma a continuación es una adaptación de Lamsdell (2012), colapsado para mostrar únicamente la superfamilia Mycteropoidea.

|  | Drepanopterus pentlandicus                                                              |
|  |                                                                                         |
|  | \| \| Drepanopterus abonensis \| \| \| \| \| \| Drepanopterus odontospathus \| \| \| \| |
|  |                                                                                         |
|  | Drepanopterus abonensis                                                                 |
|  |                                                                                         |
|  | Drepanopterus odontospathus                                                             |
|  |                                                                                         |

|  | Drepanopterus abonensis     |
|  |                             |
|  | Drepanopterus odontospathus |
|  |                             |

|  | Mycterops mathieui                                                       |
|  |                                                                          |
|  | \| \| Hastimima whitei \| \| \| \| \| \| Megarachne servinei \| \| \| \| |
|  |                                                                          |
|  | Hastimima whitei                                                         |
|  |                                                                          |
|  | Megarachne servinei                                                      |
|  |                                                                          |

|  | Hastimima whitei    |
|  |                     |
|  | Megarachne servinei |
|  |                     |

|  | Mycterops mathieui                                                       |
|  |                                                                          |
|  | \| \| Hastimima whitei \| \| \| \| \| \| Megarachne servinei \| \| \| \| |
|  |                                                                          |
|  | Hastimima whitei                                                         |
|  |                                                                          |
|  | Megarachne servinei                                                      |
|  |                                                                          |

|  | Hastimima whitei    |
|  |                     |
|  | Megarachne servinei |
|  |                     |

|  | Campylocephalus oculatus                                                                  |
|  |                                                                                           |
|  | \| \| Hibbertopterus scouleri \| \| \| \| \| \| Hibbertopterus wittebergensis \| \| \| \| |
|  |                                                                                           |
|  | Hibbertopterus scouleri                                                                   |
|  |                                                                                           |
|  | Hibbertopterus wittebergensis                                                             |
|  |                                                                                           |

|  | Hibbertopterus scouleri       |
|  |                               |
|  | Hibbertopterus wittebergensis |
|  |                               |

|  | Mycterops mathieui                                                       |
|  |                                                                          |
|  | \| \| Hastimima whitei \| \| \| \| \| \| Megarachne servinei \| \| \| \| |
|  |                                                                          |
|  | Hastimima whitei                                                         |
|  |                                                                          |
|  | Megarachne servinei                                                      |
|  |                                                                          |

|  | Hastimima whitei    |
|  |                     |
|  | Megarachne servinei |
|  |                     |

|  | Mycterops mathieui                                                       |
|  |                                                                          |
|  | \| \| Hastimima whitei \| \| \| \| \| \| Megarachne servinei \| \| \| \| |
|  |                                                                          |
|  | Hastimima whitei                                                         |
|  |                                                                          |
|  | Megarachne servinei                                                      |
|  |                                                                          |

|  | Hastimima whitei    |
|  |                     |
|  | Megarachne servinei |
|  |                     |

|  | Campylocephalus oculatus                                                                  |
|  |                                                                                           |
|  | \| \| Hibbertopterus scouleri \| \| \| \| \| \| Hibbertopterus wittebergensis \| \| \| \| |
|  |                                                                                           |
|  | Hibbertopterus scouleri                                                                   |
|  |                                                                                           |
|  | Hibbertopterus wittebergensis                                                             |
|  |                                                                                           |

|  | Hibbertopterus scouleri       |
|  |                               |
|  | Hibbertopterus wittebergensis |
|  |                               |

|  | Drepanopterus pentlandicus                                                              |
|  |                                                                                         |
|  | \| \| Drepanopterus abonensis \| \| \| \| \| \| Drepanopterus odontospathus \| \| \| \| |
|  |                                                                                         |
|  | Drepanopterus abonensis                                                                 |
|  |                                                                                         |
|  | Drepanopterus odontospathus                                                             |
|  |                                                                                         |

|  | Drepanopterus abonensis     |
|  |                             |
|  | Drepanopterus odontospathus |
|  |                             |

|  | Mycterops mathieui                                                       |
|  |                                                                          |
|  | \| \| Hastimima whitei \| \| \| \| \| \| Megarachne servinei \| \| \| \| |
|  |                                                                          |
|  | Hastimima whitei                                                         |
|  |                                                                          |
|  | Megarachne servinei                                                      |
|  |                                                                          |

|  | Hastimima whitei    |
|  |                     |
|  | Megarachne servinei |
|  |                     |

|  | Mycterops mathieui                                                       |
|  |                                                                          |
|  | \| \| Hastimima whitei \| \| \| \| \| \| Megarachne servinei \| \| \| \| |
|  |                                                                          |
|  | Hastimima whitei                                                         |
|  |                                                                          |
|  | Megarachne servinei                                                      |
|  |                                                                          |

|  | Hastimima whitei    |
|  |                     |
|  | Megarachne servinei |
|  |                     |

|  | Campylocephalus oculatus                                                                  |
|  |                                                                                           |
|  | \| \| Hibbertopterus scouleri \| \| \| \| \| \| Hibbertopterus wittebergensis \| \| \| \| |
|  |                                                                                           |
|  | Hibbertopterus scouleri                                                                   |
|  |                                                                                           |
|  | Hibbertopterus wittebergensis                                                             |
|  |                                                                                           |

|  | Hibbertopterus scouleri       |
|  |                               |
|  | Hibbertopterus wittebergensis |
|  |                               |

|  | Mycterops mathieui                                                       |
|  |                                                                          |
|  | \| \| Hastimima whitei \| \| \| \| \| \| Megarachne servinei \| \| \| \| |
|  |                                                                          |
|  | Hastimima whitei                                                         |
|  |                                                                          |
|  | Megarachne servinei                                                      |
|  |                                                                          |

|  | Hastimima whitei    |
|  |                     |
|  | Megarachne servinei |
|  |                     |

|  | Mycterops mathieui                                                       |
|  |                                                                          |
|  | \| \| Hastimima whitei \| \| \| \| \| \| Megarachne servinei \| \| \| \| |
|  |                                                                          |
|  | Hastimima whitei                                                         |
|  |                                                                          |
|  | Megarachne servinei                                                      |
|  |                                                                          |

|  | Hastimima whitei    |
|  |                     |
|  | Megarachne servinei |
|  |                     |

|  | Campylocephalus oculatus                                                                  |
|  |                                                                                           |
|  | \| \| Hibbertopterus scouleri \| \| \| \| \| \| Hibbertopterus wittebergensis \| \| \| \| |
|  |                                                                                           |
|  | Hibbertopterus scouleri                                                                   |
|  |                                                                                           |
|  | Hibbertopterus wittebergensis                                                             |
|  |                                                                                           |

|  | Hibbertopterus scouleri       |
|  |                               |
|  | Hibbertopterus wittebergensis |
|  |                               |

## Paleoecología

El tamaño estimado de C. permianus comparado con el de un humano

Los hibbertópteros, como Campylocephalus, se alimentaban por barrido, con espinas modificadas en sus apéndices prosómicos orientados hacia delante, lo que les permitía rastrillar el sustrato de sus entornos vitales. Aunque muchos géneros de Stylonurina utilizaban la alimentación por barrido como estrategia, ésta estaba más desarrollada en los hibbertópteros, que poseían cuchillas en el segundo, tercer y cuarto par de apéndices. Algunas especies de Hibbertopterus, estrechamente relacionadas, tenían raquis especializados en forma de peine (ejes) capaces de atrapar pequeñas presas y otras partículas orgánicas.
Aunque habrían sido lentos debido a su enorme tamaño y su forma robusta, los estudios sobre las huellas de Hibbertopterus descubiertas en Escocia han demostrado que los hibbertópteros habrían sido capaces de caminar sobre tierra firme al menos durante breves periodos de tiempo. Las huellas descubiertas indican que habrían utilizado un movimiento de lentitud, sacudida y arrastre y que el vientre en quilla y el telson dejaban un surco central. Algunos estudios sugieren que los euriptéridos poseían un sistema respiratorio dual, lo que habría permitido este tipo de movimiento terrestre ocasional.
El C. salmi se conoce de la Formación Ostrava de la República Checa y habría vivido durante la era Ahrensburgiense (hace 326,4-318,1 millones de años) del periodo Carbonífero. Los yacimientos donde se hallaron los fósiles de euriptéridos son lacustres, lo que significa que se formaron en el fondo de un antiguo lago. De la misma ubicación y edad se conocen arañas del género Eophrynus, del extinto orden de los arácnidos Trigonotarbida, y numerosos antozoos (el grupo que contiene animales como los corales y las anémonas de mar) de la misma edad dentro de la Formación Ostrava.
Resulta difícil hacer afirmaciones sobre la paleoecología de la especie tipo, C. oculatus, ya que la localización y datación exactas del espécimen fósil siguen sin estar claras. Según la mayoría de los estudios, el fósil se encontró en un lugar llamado Dourasovo, en Rusia, y pertenece a la época guadalupiana (hace 272,3-259,8 millones de años) del Pérmico.
La especie C. permianus es una de las últimas especies conocidas de euriptéridos supervivientes. El único fósil que representa a la especie se descubrió en la República Socialista Soviética Autónoma de Komi de la Unión Soviética (la moderna República de Komi de Rusia) en depósitos de aproximadamente la edad del evento de extinción del Pérmico-Triásico hace 251,9 millones de años. En el Pérmico, Komi habría sido una región costera del supercontinente Pangea. Aunque no se han encontrado fósiles de la misma edad, se conocen otros seres vivos del Pérmico en la región, como briozoos y bivalvos.
A principios del Pérmico, los euriptéridos ya estaban en declive en relación con lo que habían sido su número y diversidad. Este grupo fue uno de los muchos afectados por la extinción del Devónico Tardío, que extinguió a todos los euriptéridos (Adelophthalmus) salvo a un único género (los que tienen palas para nadar). De las 16 familias de euriptéridos que habían vivido a principios del Devónico, tres familias sobrevivieron y persistieron en el Carbonífero, todas ellas con especies no marinas. En el Pérmico, sólo quedaban vivos cuatro géneros: Adelophthalmus (un adeloftálmido), Hastimima y Woodwardopterus (micteróptidos) y el propio Campylocephalus. Tanto el Adelophthalmus como el Hastimima se extinguieron durante el Pérmico temprano, lo que dejó al Campylocephalus como uno de los dos únicos géneros vivos de euriptéridos durante más de 20 millones de años, hasta su propia extinción en el evento de extinción del Pérmico-Triásico. El Woodwardopterus también se extinguió en esa época.